# Padilla graminicola
Padilla graminicola är en spindelart som beskrevs av Jean-Claude Ledoux 2007.
Padilla graminicola ingår i släktet Padilla och familjen hoppspindlar. Inga underarter finns listade i Catalogue of Life.